# Teatre Apolo (Almeria)
El Teatre Apolo d'Almería és una sala de teatre situada a la rambla Obispo Orberá s/n, d'Almeria. No es té constància exacte ni de la data del projecte de construcció ni del nom de l'arquitecte que el va dur a terme. Deuria ser pels volts de 1880. El teatre fou ubicat en el solar del l'antic teatre Calderón. Després de la Guerra Civil, el teatre va passar a ser propietat pública. Entre 1940 i 1941 s'hi van fer algunes obres de reforma. El 1960 s'hi fa un reforma en profunditat i es transforma en cinema.